# 維塔利·瓦連季诺維奇·比安基
維塔利·瓦連季诺維奇·比安基（俄语：Вита́лий Валенти́нович Биа́нки，1894年2月11日—1959年6月10日）是蘇聯的一位兒童文學作家。

## 生平
比安基的父親是是俄羅斯科學院動物博物館的鳥類學家和馆长，他的三個兒子在此博物馆中成长。在暑假期間，維塔利·比安基進行了他的第一次林業旅行，成為了一個充滿熱情的戶外活動者。他於1916年從彼得格勒大學自然科學系畢業，專攻鳥類學，並在聖彼得堡藝術學院從事藝術研究，協助繪製動植物。
比安基於1916年在軍隊中服役，並於1917年加入社會主义革命政黨。1917年，他搬到比斯克，在那裡他被迫加入高尔察克的部隊。在高尔察克政权被推翻后，他在沙皇村紀念碑保護委員會任職，並於1918年春季被派往西伯利亞和伏爾加河地区，当年夏天，他改在在薩馬拉為《人民》雜誌工作。蘇共上台後，比安基在教育局的比斯克的一個地區博物館工作，他在那裡擔任館長。
比安基參加了在伏爾加河、阿爾泰、烏拉爾和哈薩克斯坦的科學考察，並帶回了大量科學筆記。
1923年，比安基開始在列寧格勒雜誌《麻雀》（後來的《新羅賓遜》）中出版自然日曆，該出版物成為他後來闻名的《森林報》的原型。在那些年裡，他與一個文學俱樂部聯繫在一起，那裡聚集了许多兒童文學作家。其中包括作家楚科夫斯基、日托夫和馬沙克。此後不久，他的故事《红麻雀的旅行》在《麻雀》雜誌上發表。比安基出版的第一本兒童書籍名為《誰的鼻子更好？》（1923）。
1925年底，比安基因涉嫌顛覆活動而再次被捕，並被判處烏拉爾斯克流放三年。 1928年春，他獲釋返回列寧格勒。 1932年11月再次被捕，但由於缺乏證據，在三個半星期後被釋放。 1935年3月，他被以“積極的反蘇武裝起義成員”的身份被捕，被帶到阿克糾賓地區，但在馬克西姆·高爾基的前妻葉卡捷琳娜·佩什科娃保释後被釋放。 1941年，他回到列寧格勒。由於身體不好，他沒有被徵召入伍參加第二次世界大戰，但被疏散到了烏拉爾。戰爭結束後，他再次回到列寧格勒。
他的作品包括三百多篇短篇小說、童話、故事和文章，共记约120本。

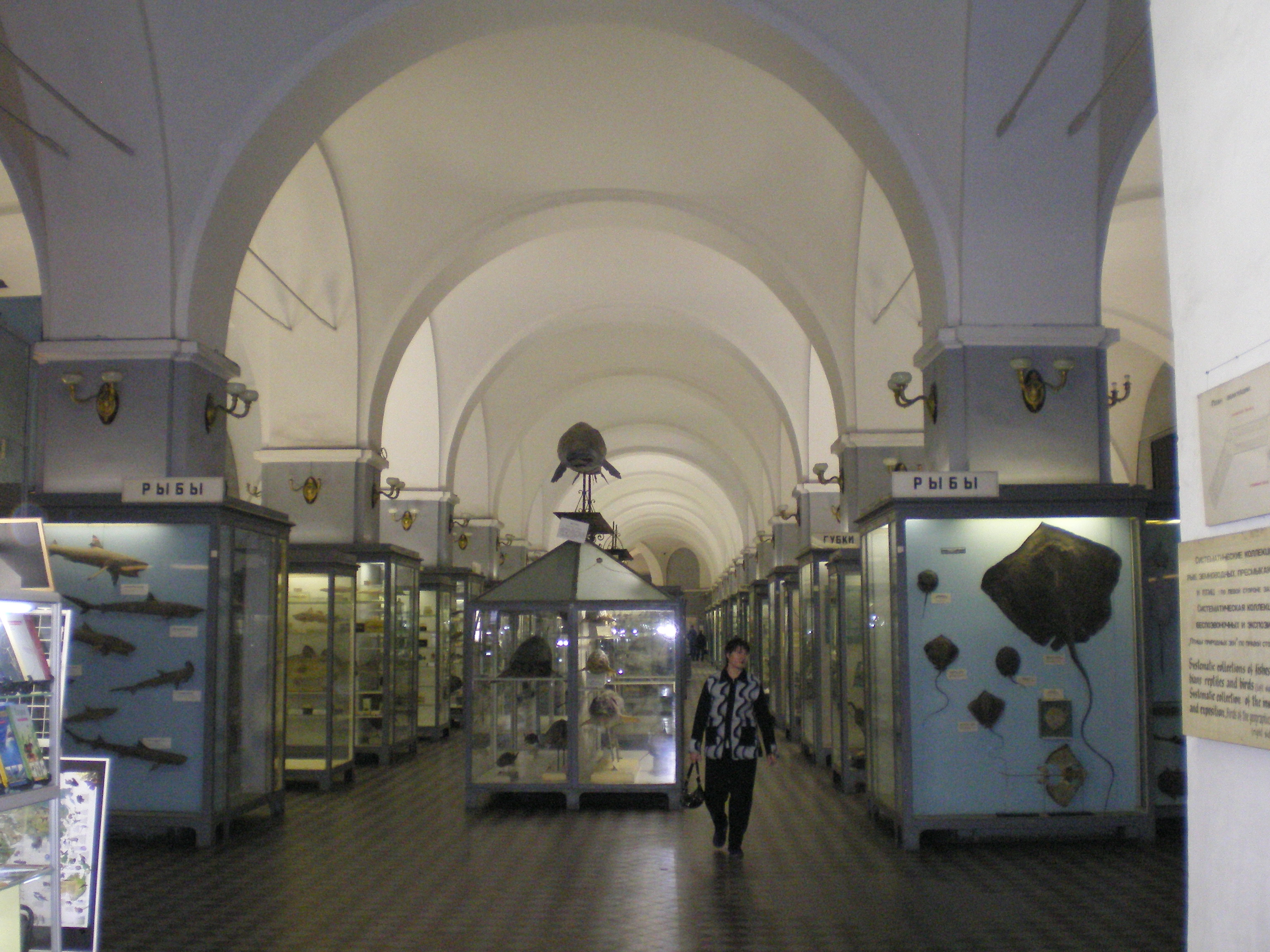
俄羅斯科學院動物博物館大厅
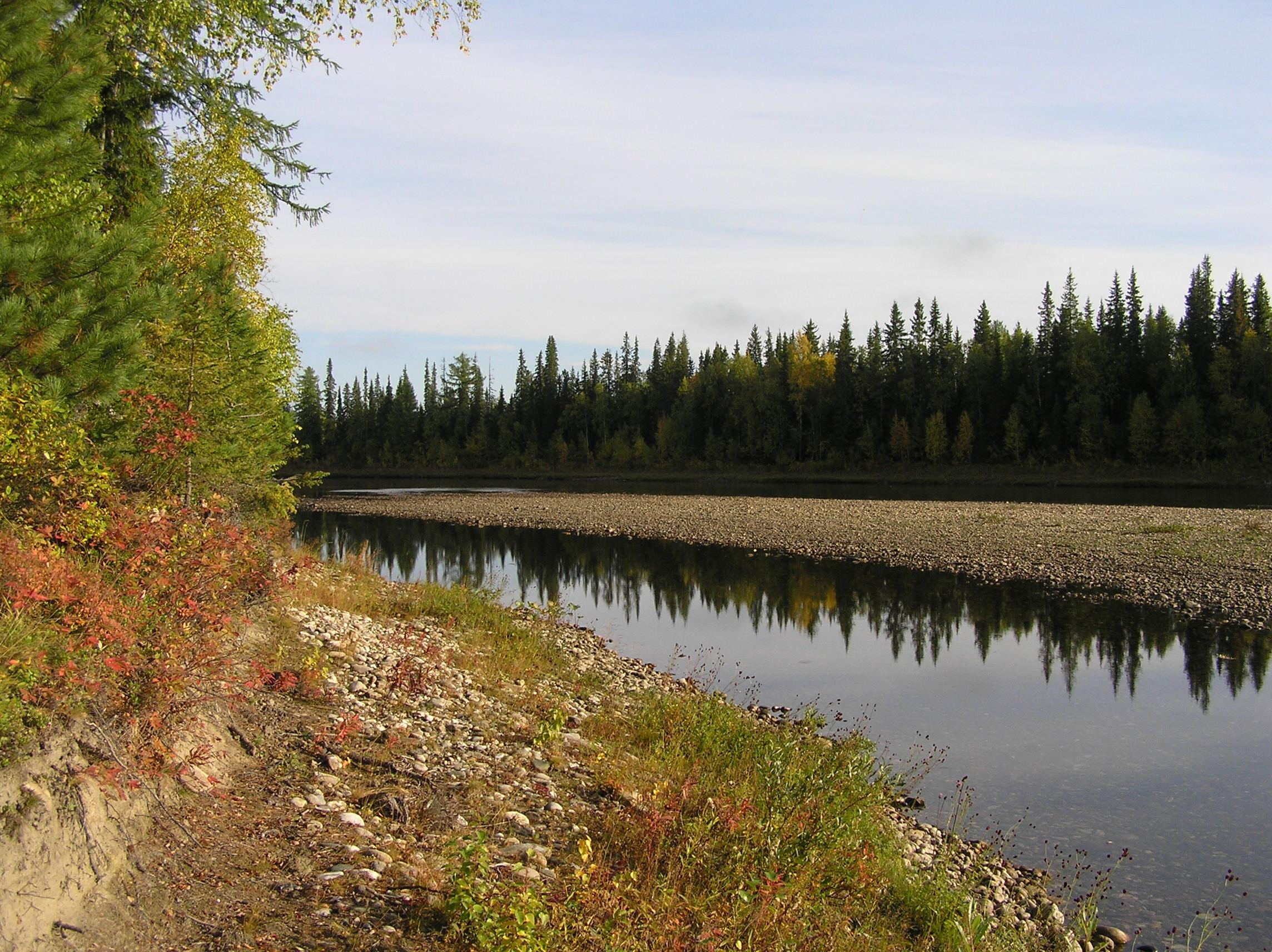
乌拉尔的针叶林
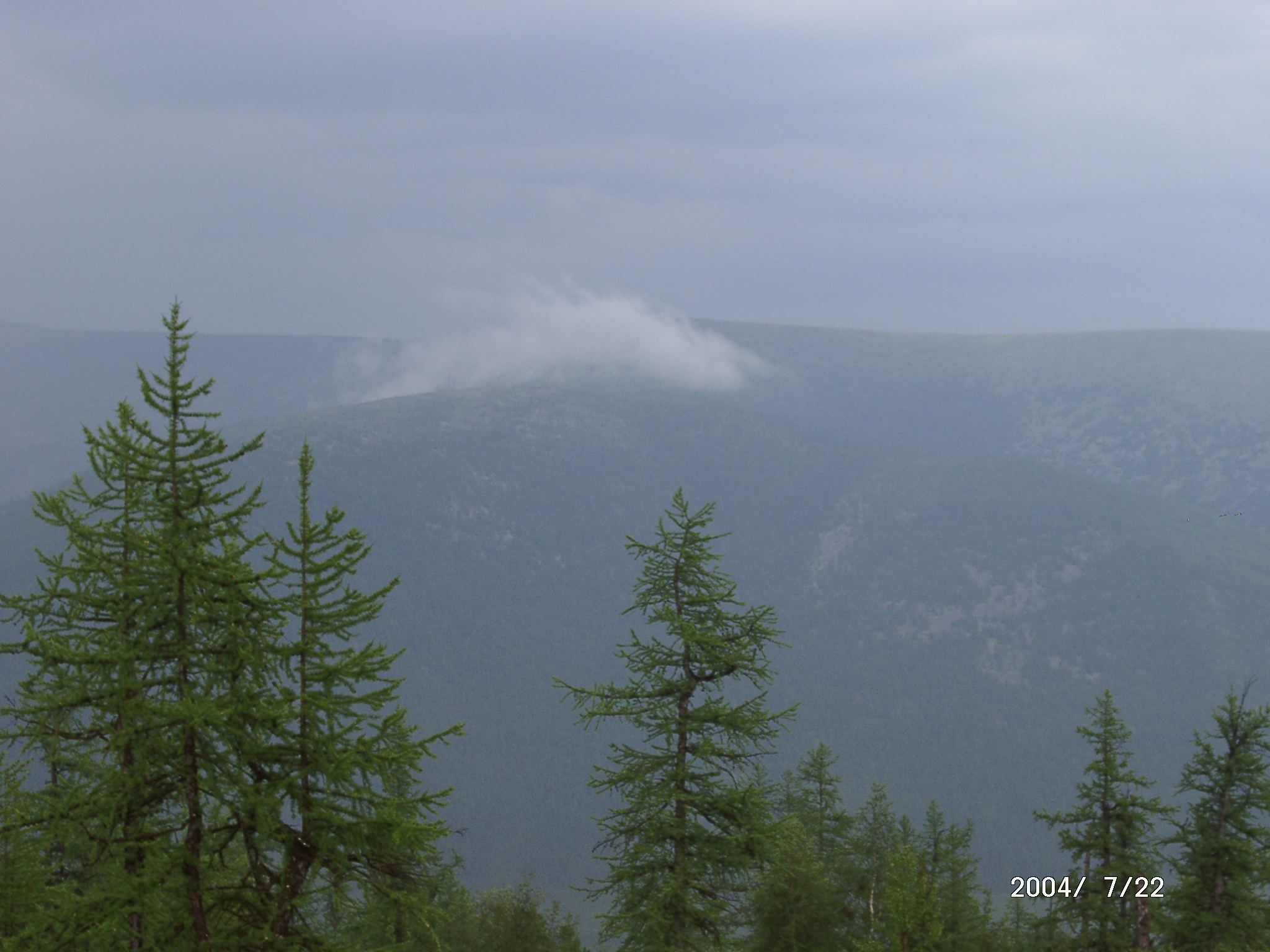
西伯利亚的新疆落叶松
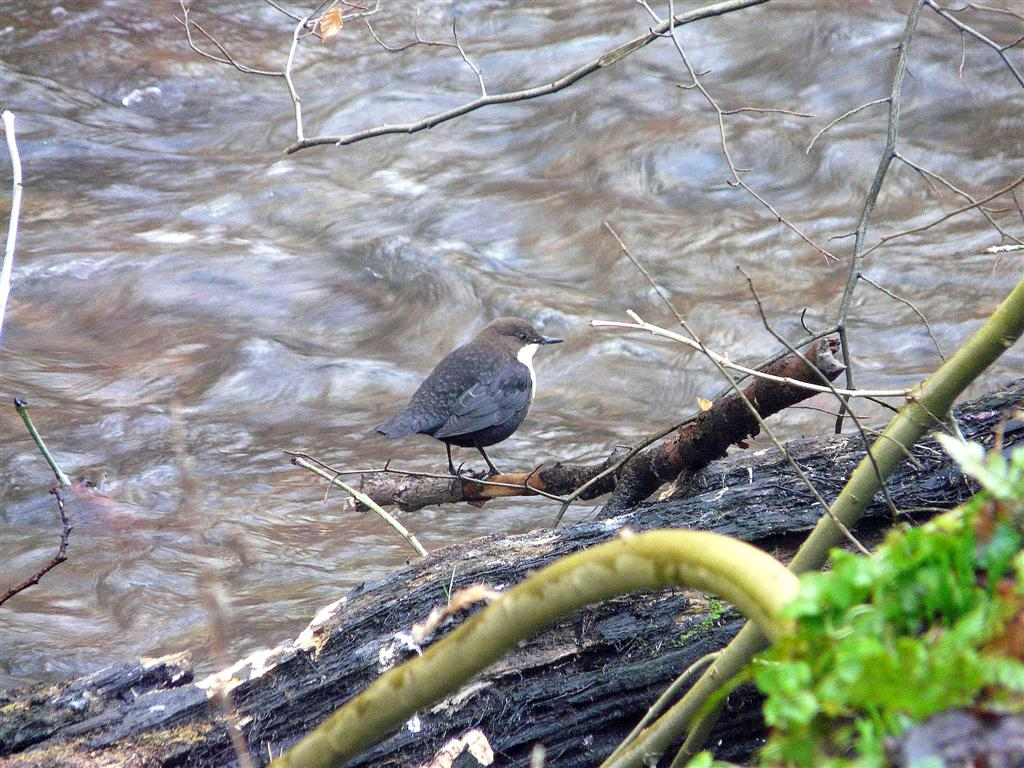
水边的河乌

## 汉语译作
- （简体版）. 由王汶翻译. 长沙: 湖南教育出版社. 1998. ISBN 9789866731594.
- （繁体版）. 由王汶翻译. 台北: 遠足文化. 2010. ISBN 9789866731594.